# Statio aquarum
L'edificio della Statio aquarum (ufficio degli acquedotti) si trovava nel Foro Romano tra la Fonte di Giuturna, il tempio di Vesta e la Casa delle Vestali. 
L'edificio presenta strutture murarie di varie fasi, dalla tarda repubblica all'epoca di Costantino, ed è stato possibile identificarlo grazie a due iscrizioni su un cippo ancora conservato in una stanza dell'edificio. Una riporta la dedica di una statua a Costantino da parte di Flavio Mesio Egnazio Lolliano, curatore aquarum et Minuciae, mentre l'altra ricorda come lo stesso personaggio stabilì qui l'ufficio nel 328. Anticamente esso si trovava presso l'area sacra del Largo Argentina. 
Più anticamente vi erano alloggiate delle tabernae, costruite in opera incerta in epoca repubblicana. Da qui partiva anche una rampa che saliva verso il Palatino. In seguito venne interamente rifatto in laterizio e pavimentato con un mosaico bianco e nero in epoca costantiniana.
L'edificio era decorato da varie statue, come quella di Esculapio ancora in situ (che ricorda forse la virtù medicamentosa delle acque), mentre un Apollo arcaizzante è stato portato nell'Antiquarium Forense.